# Laura Chiatti

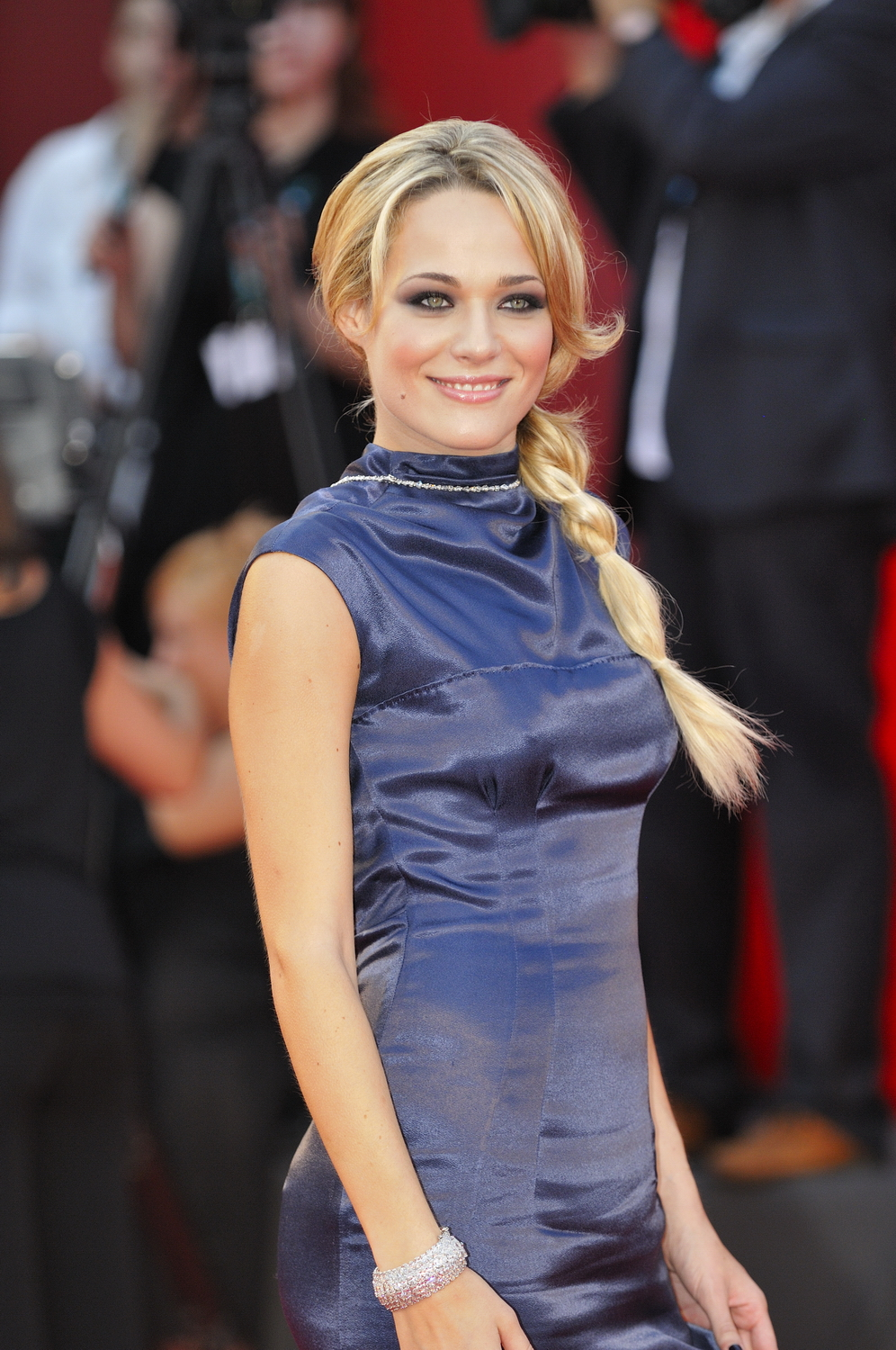
Laura Chiatti bei den 66. Filmfestspielen von Venedig 2009

Laura Chiatti (* 15. Juli 1982 in Castiglione del Lago, Umbrien) ist eine italienische Schauspielerin und Sängerin.

## Leben und Karriere
Laura Chiatti versuchte sich zunächst als Sängerin. Mit elf Jahren nahm sie Gesangsunterricht und mit vierzehn Jahren nahm sie an einem Gesangswettbewerb teil. Als sie 1996 den Schönheitswettbewerb Miss Teenager Europa gewann, erhielt sie Rollenangebote als Schauspielerin. Trotzdem pflegte sie ihr Gesangstalent und nahm zwei Alben in englischer Sprache auf. 1997 erhielt sie eine Rolle in der italienischen Seifenoper Un posto al sole. 2010 lieh sie der Prinzessin Rapunzel im Film Rapunzel – Neu verföhnt ihre Stimme. 2010 spielte sie außerdem die Rolle der Sylvia im Film Somewhere.

## Filmografie
- 1998: Laura non c’è
- 1999–2000: Un posto al sole (Fernsehserie, drei Folgen)
- 1999: Vacanze sulla neve
- 1999: Pazzo d’amore
- 2000: Via del corso
- 2001: Compagni di scuola (Fernsehserie, 26 Folgen)
- 2001: Angelo il custode (Fernsehserie, acht Folgen)
- 2002: Padri (Fernsehfilm)
- 2003: Carabinieri (Fernsehserie, 2x04 Corto circuito)
- 2004: Diritto di difesa (Fernsehserie)
- 2004: Don Matteo (Fernsehserie, 4x24 Tre spari nel buio)
- 2004–2005: Incantesimo 7 (Fernsehserie, 15 Folgen)
- 2005: Era ora (Kurzfilm)
- 2005: Passo a due
- 2005: Mai + come prima
- 2006: L’amico di famiglia
- 2006: A casa nostra
- 2007: Ho voglia di te
- 2008: Rino Gaetano – Ma il cielo è sempre più blu (Fernsehfilm)
- 2008: Il mattino ha l’oro in bocca
- 2009: Iago
- 2009: Il caso dell’infedele Klara
- 2009: Gli amici del bar Margherita
- 2009: Baarìa
- 2009: Io, loro e Lara
- 2010: Somewhere
- 2011: Manuale d’amore
- 2012: Il sogno del maratoneta (Fernsehfilm)
- 2012: Romanzo di una strage
- 2012: Gladiatori di Roma
- 2012: Il volto di un’altra
- 2012: Il peggior Natale della mia vita
- 2014: Braccialetti rossi (Fernsehserie, sechs Folgen)
- 2014: Pane e burlesque
- 2015: Io che amo solo te
- 2015: Il professor Cenerentolo
- 2016: La cena di Natale
- 2017: 1993 – Jede Revolution hat ihren Preis (1993 – Ogni rivoluzione ha un prezzo, Fernsehserie, sechs Folgen)
- 2019: Un'avventura
- 2019: 1994 – Willkommen in der Zweiten Republik (1994 – Benvenuti nella Seconda Repubblica, Fernsehserie, Folge 1x01)
- 2020: Die Fremdgeher (Gli infedeli)
- 2021: Addio al nubilato
- 2022: Ero in guerra ma non lo sapevo
- 2022: Più Forti del Destino (Fernsehserie, Folge 1x01)
- 2022: La caccia
- 2023: Addio al nubilato 2